# Fundación y colonización de Pucallpa
Entre las varias ciudades fundadas en el siglo XIX, se considera a Pucallpa como una de las pertenecientes a su creación dicha. Su origen empezó desde varios colaboradores para ayudar su colonización por lo que no se estableció exactamente debido a que fueron una comunicación oral. En su fundación no existía un acta donde se demostraría la comprobación. Aunque se considera que fue el 23 de mayo de 1883, la causa fue la búsqueda del caucho durante este periodo.
Su ubicación se expandió desde el río Ucayali (siendo el centro urbano de Pucallpa) a una superficie de 3x7 cuadras (1933). Además de la introducción de nuevas herramientas de parte colonial como la nueva iglesia de Pucallpa (1940) o el antiguo campo de aterrizaje en 1935 ubicado al frente de la ciudad.

## Colonización
Entre los años 1700 y 1940, como parte de la colonización española de América empezó de varios lugares del río Ucayali donde empezó varias expediciones como las misiones de los jesuitas o franciscanos donde expedían el alto y el bajo Ucayali respectivamente. En las cuales se consideran varias ciudades colonizadas en las cuales se encuentra aldeas nativas pertenecientes a la etnia shipibo-conibo. Así la orden franciscana ha cotizado en 1840 sin haber declarado su líder, quedando durante varios años. No obstante uno de sus miembros, José Ignacio Aguirrezábal, participó activamente desde la década de 1920 ya como párroco de la ciudad.

### Fundación
En el Libro “Gran Enciclopedia de la Región Ucayali” Impreso por Editorial Bruno, cuyo autor es el Periodista e Investigador Luis Vivanco Pimentel, se indican datos que ayudan a esclarecer acerca de la Historia de la Fundación de la Ciudad de Pucallpa, de las Páginas 198, 199 y 200 se transcribe: “Documentos Históricos” En la Revista Histórica de Lima, se publicó en 1909, un relato de la Expedición que el Padre Fernando Pallares, Prefecto de Misiones, realizó en el Río Tambo, Alto y Bajo Ucayali, en el año 1854, dice: “Llegue a Pucallpa y encontré ocho familias y tres Párvulos Shipibos”, Esta es la primera referencia exacta e indiscutible, que se tiene en documento escrito sobre Pucallpa y esa referencia establece precisamente que su historia es bastante anterior a la llegada de quienes se les considera como Fundadores o Pioneros. La Colección Larrabure y Correa publican un censo de la Provincia Litoral de Loreto del año 1862, Describe las ciudades, pueblos y aldeas. Entre ellos esta Pucallpa, con: Hombres mayores de 21 años: 10. Menores de 21 años: 17. Mujeres: 28. Total 65 Habitantes. Esta es la segunda Referencia específica, cuando la Población ya tenía más de medio centenar de personas. Posteriormente en diciembre de 1867, el Prefecto de Loreto Benito Arana efectúa una expedición por los ríos, Ucayali, Pachitea y Palcazu, visitan la misión religiosa que fundara el Misionero Vicente Calvo, dice: “En diciembre de 1867 páramos en Pucallpa, donde el señor José Gordon había acopiado leña; pero la excesiva corriente y fuertes remolinos, que hay por esos sitios nos obligó a pasar adelante”; Esta tercera referencia que es comprobable en los documentos (Memorias de Benito Arana), señala ya el nombre de una persona mestiza que vive en la zona y que tenía una actividad económica considerable, 20 años antes de la fecha que se señala como inicio o Fundación de la Ciudad de Pucallpa. El 20 de junio de 1879 en el Villorrio Pucallpa, el Padre Agustín Alemany, Bautiza a Bonifacio Tello, hijo de Gregorio Tello García y de una mujer de la Tribu Amahuaca, su Padrino fue el Señor Benito Flores. Posteriormente en el año 1883 y posteriores, envueltos por la euforia del Caucho y el Comercio, arriban a Pucallpa los ciudadanos Eduardo del Águila Tello (Nacido en San Martín), Agustín Cauper Videira (Brasilero) y Antonio Maya de Brito (También Brasilero).En el año 1901 se establece el Primer Concejo Municipal de la Ciudad de Pucallpa, en Sesión de Concejo Municipal el alcalde Pedro Pablo Gaviria Saldaña a sus Regidores Municipales Antonio Maya de Brito y Agustín Cauper Videira les otorga el Título de “Fundadores de la Ciudad de Pucallpa”. La Historia Tradicional estima que la Fundación de Pucallpa fue el 13 de octubre de 1888 que coincide a su semana jubilar, una festividad de esa ciudad. La identidad del fundador es discutida por la municipalidad, pues se atribuye el honor a tres personas: el peruano Eduardo del Águila Tello (nacido en el San Martín) o los brasileños Agustín Cauper Videira y Antonio Maya de Brito. Algunas Organizaciones y personalidades de Pucallpa están gestionado conforme a la Documentación Histórica existente, para que también se declare como “Fundadores de la Ciudad de Pucallpa” a los Sres. José Gordon (1867), Gregorio Tello García (1879-Tío de Eduardo del Águila Tello y trabajaba como patrón con su socio Antonio Maya de Brito), y al Padre Agustín Alemany (1879), quienes habitaban en Pucallpa, mucho antes de la llegada a partir del año 1883, de las personas de Antonio Maya de Brito (1883) y Agustín Cauper Videira (1884), quienes siendo Regidores del Primer Concejo Municipal, fueron declarados por su alcalde Pedro Pablo Gaviria Saldaña como “Fundadores de la Ciudad de Pucallpa”; y de Eduardo del Águila Tello, (Hijo de Candelaria Tello García y sobrino de Gregorio Tello García), el mismo que llegó en 1883 y se estableció en Yarinacocha. Por el momento, no se ha establecido una fecha fija de fundación, porque no fue producto de un acto de asentamiento, sino de un paulatino proceso de población y acantonamiento de colonos. Las fuentes orales señalan que, a partir de la década de 1850, empezaron a llegar los primeros colonos a esta localidad, aunque ya existía un pequeño asentamiento nativo.